# Casanova (Artés)
Casanova és una masia del municipi d'Artés (Bages) inclosa en l'Inventari del Patrimoni Arquitectònic de Catalunya.

## Descripció
Es tracta d'un mas construït en diverses fases. És edificat en part sobre la roca, aprofitant com a mur. El cos principal és rectangular, allargat i amb coberta a doble vessant. La façana principal i el portal d'entrada (avui en desús) és al cantó de ponent. El portal actual (1841) és fet sobre un d'anterior. Al mur encarat al Nord s'hi ha adossat un cos estret, semiporxat als baixos (és per on s'accedeix a l'interior en l'actualitat) i amb una galeria al pis superior. A la façana sud té una gran galeria. La casa té força obertures (balcons i finestres), la majoria adovellades amb bons carreus. Al cantó Est, i de manera perpendicular, hi té adossat un cos rectangular i molt allargat que serveix per al bestiar. Té altres annexes més petits. El recinte queda tancat per una paret de pedra i tova que delimita el mas i el barri.

## Història
El mas és documentat des del segle xiv, però les estructures que en resten són del s. XVII-XIX. Hi ha llindes que daten d'obres que s'hi van fer pel 1691,1777,1841... Era un mas força potent, elo que actualment és l'horta d'Artés era pràcticament tota seva. Part de l'exterior i pràcticament tot l'interior va ser reformat a finals del s.XIX i principis de l'actual. Conserva pintures a la paret i una interessat pica- rentamans amb el brollador de pedra, simulant una cara, sobre un fons de rajola del segle xix, pintada a mà.